# 1976-os sakkolimpia
A 22. nyílt és 7. női sakkolimpia 1976. október 26. és november 10. között Izraelben, Haifában került megrendezésre. Helyszíne a Dan Carmel Hotel volt. A versenyt politikai okokból bojkottálták az arab államok, amelyek a hivatalos olimpiával egyidejűleg egy nemhivatalos, úgynevezett anti-izraeli vagy ellenolimpiát szerveztek Tripoliban. A szocialista országok csapatai politikai okokból egyik versenyen sem vettek részt. Ez volt az első olyan olimpia, amelyen egy időben és egy helyszínen került megrendezésre a nyílt és a női verseny. A hivatalos versenyt a nyílt kategóriában az Amerikai Egyesült Államok, a nőknél Izrael válogatottja nyerte.

## A résztvevők
A nyílt versenyen 48 ország 286 versenyzője, köztük 23 nemzetközi nagymester és 29 nemzetközi mester vett részt. A női versenyre 23 ország 90 versenyzője nevezett, akik között 1 női nemzetközi nagymester és 6 női nemzetközi mester volt.
A nyílt versenyen a csapatok 6 főt nevezhettek, akik közül egyidejűleg négy játszott, míg a női versenyen három játékos alkotott egy csapatot, és mellettük egy tartalékot lehetett nevezni. Meg kellett adni a játékosok közötti erősorrendet, és az egyes fordulókban ennek megfelelően ülhettek le a táblákhoz. Ez lehetővé tette, hogy táblánként állapítsák meg és hirdessék ki a legjobb egyéni eredményt elérőket.

## A nyílt verseny
A sakkolimpiák történetében a versenyt első alkalommal rendezték svájci rendszerben, melynek keretében 13 fordulóra került sor. A sorsolást első alkalommal végezték számítógéppel.
A csapat eredményét az egyes versenyzők által megszerzett pontok alapján számolták. Holtverseny esetén a csapateredményeket vették figyelembe, ahol a csapatgyőzelem 2 pontot, a döntetlen 1 pontot ért. Ha ez is egyenlő volt, akkor a Buchholz-számítás döntött. A játszmákban 2 óra 30 perc állt rendelkezésre 40 lépés megtételéhez, majd további óránként 16 lépést kellett megtenni.
Az olimpiai bajnoki címre esélyesnek számító Szovjetunió, Magyarország és Jugoszlávia távollétében az Élő-pontszámok alapján az Amerikai Egyesült Államok, Argentína, Hollandia és Izrael számított a dobogóra esélyes csapatok közé.
A versenyt szoros küzdelemben az Amerikai Egyesült Államok csapata nyerte Hollandia és Anglia előtt.

### A nyílt verseny végeredménye
Az első 10 helyezett csapat:
| H.  | Csapat                    | O.kód | P[3] | CsP[4] | Buch.[5] | +  | = | - | 1      | 2      | 3      | 4      | 5      | 6      | 7      | 8      | 9      | 10     | 11     | 12     | 13     |
| --- | ------------------------- | ----- | ---- | ------ | -------- | -- | - | - | ------ | ------ | ------ | ------ | ------ | ------ | ------ | ------ | ------ | ------ | ------ | ------ | ------ |
| 1.  | Amerikai Egyesült Államok | USA   | 37   | 21     | 383.5    | 9  | 3 | 1 | IRI 3  | CHI 2½ | SCO 3½ | ITA 2  | AUS 4  | NED 1½ | ENG 2  | ARG 2½ | GER 2  | ISR 3½ | SUI 4  | COL 3  | WLS 3½ |
| 2.  | Hollandia                 | NED   | 36½  | 23     | 383.5    | 10 | 3 | 0 | LUX 3½ | SCO 2½ | SUI 2½ | ARG 2  | NOR 4  | USA 2½ | ISR 3  | ENG 2  | CHI 3½ | SWE 3½ | GER 2  | CAN 2½ | FIN 3  |
| 3.  | Anglia                    | ENG   | 35½  | 22     | 385.5    | 9  | 4 | 0 | NZL 2½ | FRA 4  | ARG 2½ | GER 2  | ITA 3  | PHI 3½ | USA 2  | NED 2  | ISR 2  | CAN 3  | SWE 3  | CHI 3½ | AUT 2½ |
| 4.  | Argentína                 | ARG   | 33   | 20     | 389.5    | 9  | 2 | 2 | VEN 4  | ESP 2½ | ENG 1½ | NED 2  | SUI 3  | GER 2½ | PHI 3  | USA 1½ | IRI 3  | AUT 3  | ISR 2½ | SWE 2½ | CAN 2  |
| 5.  | NSZK                      | GER   | 31   | 15     | 389.0    | 6  | 3 | 4 | IRL 3½ | FIN 3  | AUT 3½ | ENG 2  | PHI 1  | ARG 1½ | ESP 3  | ISR 1½ | USA 2  | IRI 4  | NED 2  | SUI 1½ | AUS 2½ |
| 6.  | Izrael                    | ISR   | 29½  | 17     | 392.5    | 8  | 1 | 4 | URU 3½ | AUS 2½ | SWE 2½ | SUI 1½ | DEN 3½ | ESP 3  | NED 1  | GER 2½ | ENG 2  | USA ½  | ARG 1½ | PHI 3  | PAR 2½ |
| 7.  | Svájc                     | SUI   | 29   | 17     | 365.0    | 8  | 1 | 4 | AHO 4  | CAN 2½ | NED 1½ | ISR 2½ | ARG 1  | CHI ½  | DEN 2½ | THA 3½ | ESP 2  | COL 3  | USA 0  | GER 2½ | FRA 3½ |
| 8.  | Kanada                    | CAN   | 28½  | 15     | 372.5    | 6  | 3 | 4 | MNC 4  | SUI 1½ | NOR 1  | IRI 2½ | SCO 2  | WLS 3  | ITA 2  | ESP 2½ | AUS 2½ | ENG 1  | ISL 3  | NED 1½ | ARG 2  |
| 9.  | Spanyolország             | ESP   | 28½  | 12     | 355.0    | 5  | 2 | 6 | ISV 4  | ARG 1½ | BEL 2½ | SWE 2  | VEN 4  | ISR 1  | GER 1  | CAN 1½ | SUI 2  | CHI 1½ | NOR 2½ | AUS 1½ | SCO 3½ |
| 10. | Kolumbia                  | COL   | 28   | 14     | 352.5    | 6  | 2 | 5 | PNG 3½ | SWE 1½ | ISL 2½ | VEN 1½ | FIN 1½ | PAR 2  | FRA 3  | SCO 2½ | NOR 2  | SUI 1  | AUT 3  | USA 1  | HON 3  |

### Az egyéni legjobb pontszerzők
Táblánként az első három legjobb százalékos arányt elérő versenyző teljesítményét emelték ki. Ezen az olimpián az egyéni teljesítményeket nem díjazták érmekkel.
| H. | Versenyző neve     | Ország               | Pont | Játszmaszám | Százalék |
| -- | ------------------ | -------------------- | ---- | ----------- | -------- |
|    | Jan Timman         | Hollandia            | 8½   | 11          | 77,3     |
|    | William Hook       | Brit Virgin-szigetek | 10   | 13          | 76,9     |
|    | Anthony John Miles | Anglia               | 9    | 12          | 75       |
|    | Peter Bíyiasas     | Kanada               | 7½   | 10          | 75       |
| H. | Versenyző neve       | Ország      | Pont | Játszmaszám | Százalék |
| -- | -------------------- | ----------- | ---- | ----------- | -------- |
|    | Gennadi Sosonko      | Hollandia   | 6    | 8           | 75       |
|    | Tóth Béla            | Olaszország | 8½   | 12          | 70,8     |
|    | Raymond Dennis Keene | Anglia      | 7    | 10          | 70       |
| H. | Versenyző neve         | Ország                    | Pont | Játszmaszám | Százalék |
| -- | ---------------------- | ------------------------- | ---- | ----------- | -------- |
|    | Marcello Carrión       | Dominikai Köztársaság     | 9    | 11          | 81,8     |
|    | Miguel Ángel Quinteros | Argentína                 | 10½  | 13          | 80,8     |
|    | Larry Melvyn Evans     | Amerikai Egyesült Államok | 7    | 9           | 77,8     |
|    | Vernon Small           | Új-Zéland                 | 7    | 9           | 77,8     |
| H. | Versenyző neve        | Ország | Pont | Játszmaszám | Százalék |
| -- | --------------------- | ------ | ---- | ----------- | -------- |
|    | Michael Francis Stean | Anglia | 5½   | 8           | 68,8     |
|    | John Grantley Cooper  | Wales  | 6½   | 10          | 65       |
|    | Andreas Huss          | Svájc  | 6½   | 10          | 65       |
| H. | Versenyző neve         | Ország                    | Pont | Játszmaszám | Százalék |
| -- | ---------------------- | ------------------------- | ---- | ----------- | -------- |
|    | Boris De Greiff        | Kolumbia                  | 5½   | 7           | 78,6     |
|    | William James Lombardy | Amerikai Egyesült Államok | 7    | 9           | 77,8     |
|    | Magnus Wahlborn        | Svédország                | 6½   | 9           | 72,2     |
|    | Gert Ligterink         | Hollandia                 | 6½   | 9           | 72,2     |
|    | Georges Philippe       | Luxemburg                 | 6½   | 9           | 72,2     |
| H. | Versenyző neve        | Ország                    | Pont | Játszmaszám | Százalék |
| -- | --------------------- | ------------------------- | ---- | ----------- | -------- |
|    | Kim Commons           | Amerikai Egyesült Államok | 7½   | 9           | 83,3     |
|    | Paul Delaney          | Írország                  | 6½   | 9           | 72,2     |
|    | Franciscus Kuijpers   | Hollandia                 | 5    | 7           | 71,4     |
|    | Luis Marcos Bronstein | Argentína                 | 5    | 7           | 71,4     |

### A dobogón végzett csapatok tagjainak egyéni eredményei
| Amerikai Egyesült Államok - Robert Byrne (2540) (+5 -1 =4) (2604) - Lubomir Kavalek (2540) (+3 −2 =3) (2486) - Larry Melvyn Evans (2540) (+5 −0 =4) (2626) - James edward Tarjan (2490) (+3 −2 =2) (2419) - William James Lombardy (2520) (+6 −1 =2) (2576) - Kim Commons (2420) (+6 −0 =3) (2594) | Hollandia - Jan Timman (2550) (+6 −0 =5) (2689) - Gennadi Sosonko (2505) (+4 -0 =4) (2632) - Jan Donner (2475) (+4 −1 =4) (2539) - Hans Ree (2420) (+3 −2 =3) (2424) - Gert Ligterink (2400) (+5 −1 =3) (2477) - Franciscus Kuijpers (2430) (+4 −1 =2) (2452) | Anglia - John Anthony Miles (2510) (+6 -0 =6) (2644) - Raymond Dennis Keene (2460) (+4 −0 =6) (2588) - William Roland Hartston (2445) (+5 −1 =3) (2555) - Michael Francis Steane (2420) (+3 −0 =5) (2554) - Andrew Jonathan Mestel (2390) (+2 −2 =2) (2328) - John Dennis Martin Nunn (2435) (+4 −2 =1) (2401) |

## A női verseny eredményei
A női verseny 23 csapatát 4 elődöntő csoportba sorsolták, amelyekből az első két helyezett jutott az „A” döntőbe, a 3–4. helyezett a „B” döntő, a többiek a „C” döntő mezőnyét alkották.
A verseny az elődöntőben és a döntőkben is körmérkőzéses formában zajlott. A döntőbe jutott csapatok az elődöntőbeli egymás elleni eredményüket nem vitték tovább a döntőbe. A csapat eredményét az egyes versenyzők által megszerzett pontok alapján számolták. Holtverseny esetén a csapateredményeket vették figyelembe, ahol a csapatgyőzelem 2 pontot, a döntetlen 1 pontot ért. A játszmákban 2 óra 30 perc állt rendelkezésre 40 lépés megtételéhez, majd további óránként 16 lépést kellett megtenni.

### Az elődöntők eredményei

#### A csoport
| H. | Döntő | Csapat     | 1  | 2  | 3  | 4  | 5  | Pont | CSP | B.    | + | = | - |
| -- | ----- | ---------- | -- | -- | -- | -- | -- | ---- | --- | ----- | - | - | - |
| 1  | A     | Izrael     | ×  | 1½ | 2½ | 2  | 3  | 9    | 7   | 18.25 | 3 | 1 | 0 |
| 2  | A     | Ausztrália | 1½ | ×  | ½  | 2  | 1½ | 5½   | 4   | 12.25 | 1 | 2 | 1 |
| 3  | B     | Argentína  | ½  | 2½ | ×  | 1½ | 1  | 5½   | 3   | 8.25  | 1 | 1 | 2 |
| 4  | B     | Kolumbia   | 1  | 1  | 1½ | ×  | 2  | 5½   | 3   | 7.25  | 1 | 1 | 2 |
| 5  | C     | Ausztria   | 0  | 1½ | 2  | 1  | ×  | 4½   | 3   | 8.25  | 1 | 1 | 2 |

#### B csoport
| H. | Döntő | Csapat     | 1  | 2  | 3  | 4  | 5  | 6  | Pont | CSP | B     | + | = | - |
| -- | ----- | ---------- | -- | -- | -- | -- | -- | -- | ---- | --- | ----- | - | - | - |
| 1  | A     | Hollandia  | ×  | 2½ | 2½ | 1½ | 3  | 3  | 12½  | 9   | 28.75 | 4 | 1 | 0 |
| 2  | A     | Dánia      | ½  | ×  | 1½ | 1½ | 3  | 3  | 9½   | 6   | 15    | 2 | 2 | 1 |
| 3  | B     | Finnország | ½  | 1½ | ×  | 2  | 2½ | 2  | 8½   | 7   | 19.25 | 3 | 1 | 1 |
| 4  | B     | Kanada     | 1½ | 1½ | 1  | ×  | 1½ | 2  | 7½   | 5   | 15.75 | 1 | 3 | 1 |
| 5  | C     | Wales      | 0  | 0  | ½  | 1½ | ×  | 2½ | 4½   | 3   | 6.25  | 1 | 1 | 3 |
| 6  | C     | Japán      | 0  | 0  | 1  | 1  | ½  | ×  | 2½   | 0   | 0     | 0 | 0 | 5 |

#### C csoport
| H. | Döntő | Csapat        | 1 | 2  | 3 | 4  | 5  | 6  | Pont | CSP | Б     | + | = | - |
| -- | ----- | ------------- | - | -- | - | -- | -- | -- | ---- | --- | ----- | - | - | - |
| 1  | A     | Anglia        | × | 2½ | 2 | 2½ | 2½ | 3  | 12½  | 10  | 32.5  | 5 | 0 | 0 |
| 2  | A     | Spanyolország | ½ | ×  | 2 | 2½ | 2½ | 3  | 10½  | 8   | 22    | 4 | 0 | 1 |
| 3  | B     | Franciaország | 1 | 1  | × | 1  | 2  | 3  | 8    | 4   | 7     | 2 | 0 | 3 |
| 4  | B     | Olaszország   | ½ | ½  | 2 | ×  | 2½ | 1½ | 7    | 5   | 14.25 | 2 | 1 | 2 |
| 5  | C     | Svédország    | ½ | ½  | 1 | ½  | ×  | 3  | 5½   | 2   | 1.5   | 1 | 0 | 4 |
| 6  | C     | Új-Zéland     | 0 | 0  | 0 | 1½ | 0  | ×  | 1½   | 1   | 3.5   | 0 | 1 | 4 |

#### D csoport
| H. | Döntő | Csapat                    | 1  | 2  | 3  | 4  | 5  | 6 | Pont | CSP | B     | + | = | - |
| -- | ----- | ------------------------- | -- | -- | -- | -- | -- | - | ---- | --- | ----- | - | - | - |
| 1  | A     | Amerikai Egyesült Államok | ×  | 1½ | 3  | 2  | 2  | 3 | 11½  | 9   | 28.75 | 4 | 1 | 0 |
| 2  | A     | NSZK                      | 1½ | ×  | 2  | 2½ | ½  | 3 | 9½   | 7   | 22.75 | 3 | 1 | 1 |
| 3  | B     | Fülöp-szigetek            | 0  | 1  | ×  | 1½ | 3  | 3 | 8½   | 5   | 11.75 | 2 | 1 | 2 |
| 4  | B     | Írország                  | 1  | ½  | 1½ | ×  | 1½ | 3 | 7½   | 4   | 8.75  | 1 | 2 | 2 |
| 5  | C     | Svájc                     | 1  | 2½ | 0  | 1½ | ×  | 2 | 7    | 5   | 14.25 | 2 | 1 | 2 |
| 6  | C     | Skócia                    | 0  | 0  | 0  | 0  | 1  | × | 1    | 0   | 0     | 0 | 0 | 5 |

### Az „A” döntő végeredménye
| H. | Csapat                    | 1 | 2  | 3  | 4  | 5  | 6  | 7  | 8  | Pont | CsP | B     | + | = | - |
| -- | ------------------------- | - | -- | -- | -- | -- | -- | -- | -- | ---- | --- | ----- | - | - | - |
| 1  | Izrael                    | × | 2½ | 2  | 2½ | 3  | 2  | 2  | 3  | 17   | 14  | 67    | 7 | 0 | 0 |
| 2  | Anglia                    | ½ | ×  | 2  | 1½ | 2½ | 2½ | 1  | 1½ | 11½  | 8   | 38.5  | 3 | 2 | 2 |
| 3  | Spanyolország             | 1 | 1  | ×  | ½  | 1½ | 2  | 2½ | 3  | 11½  | 7   | 28.75 | 3 | 1 | 3 |
| 4  | Amerikai Egyesült Államok | ½ | 1½ | 2½ | ×  | 0  | 1½ | 2  | 2½ | 10½  | 8   | 36.75 | 3 | 2 | 2 |
| 5  | Hollandia                 | 0 | ½  | 1½ | 3  | ×  | 1½ | 1½ | 1½ | 9½   | 6   | 28.25 | 1 | 4 | 2 |
| 6  | NSZK                      | 1 | ½  | 1  | 1½ | 1½ | ×  | 1½ | 2  | 9    | 5   | 20.75 | 1 | 3 | 3 |
| 7  | Ausztrália                | 1 | 2  | ½  | 1  | 1½ | 1½ | ×  | 1  | 8½   | 4   | 20.75 | 1 | 2 | 4 |
| 8  | Dánia                     | 0 | 1½ | 0  | ½  | 1½ | 1  | 2  | ×  | 6½   | 4   | 19    | 1 | 2 | 4 |

### Az egyéni legjobb pontszerzők
| H. | Versenyző neve   | Ország | Döntő | Pont | Játszmaszám | Százalék |
| -- | ---------------- | ------ | ----- | ---- | ----------- | -------- |
|    | Alla Kusnyir     | Izrael | A     | 7½   | 8           | 93,8     |
|    | Jana Hartston    | Anglia | A     | 9    | 11          | 81,8     |
|    | Smilja Vujosevic | Kanada | B     | 7½   | 11          | 68,2     |
| H. | Versenyző neve        | Ország        | Döntő | Pont | Játszmaszám | Százalék |
| -- | --------------------- | ------------- | ----- | ---- | ----------- | -------- |
|    | Nava Shterenberg      | Kanada        | B     | 9    | 10          | 90       |
|    | Nieves García Vicente | Spanyolország | A     | 9½   | 11          | 86,4     |
|    | Vanda Veprek          | Svájc         | C     | 7½   | 10          | 75       |
|    | Luba Kristol          | Izrael        | A     | 7½   | 10          | 75       |
| H. | Versenyző neve  | Ország    | Döntő | Pont | Játszmaszám | Százalék |
| -- | --------------- | --------- | ----- | ---- | ----------- | -------- |
|    | Hyroko Maeda    | Japán     | C     | 6½   | 8           | 81,3     |
|    | Matilde Cazón   | Argentína | B     | 7    | 10          | 70       |
|    | Carla Wettstein | Svájc     | C     | 6½   | 10          | 65       |
| H. | Versenyző neve      | Ország                    | Döntő | Pont | Játszmaszám | Százalék |
| -- | ------------------- | ------------------------- | ----- | ---- | ----------- | -------- |
|    | Lea Nudelman        | Izrael                    | A     | 6½   | 7           | 92,9     |
|    | Ada van der Giessen | Hollandia                 | A     | 6½   | 9           | 72,2     |
|    | Ruth Orton          | Amerikai Egyesült Államok | A     | 5    | 8           | 62,5     |